# Joan Carles Aguilera i Llobera
Joan Carles Aguilera i Llobera (Cerdanyola del Vallès, 27 d'abril de 1968) és un exjugador d'hoquei sobre patins format a les files del Cerdanyola CH. Va desenvolupar la seva carrera com a jugador en diversos equips com el Liceo HC de la Corunya, el CH Lloret, el CP Tordera, el RCD Espanyol, el Cerdanyola CH, el HC Piera i el HC Sentmenat entre d'altres. Va aconseguir guanyar una lliga divisió d'honor militant al Liceo Caixa Galicia, una lliga primera divisió militant amb el HC Sentmenat. Amb el pas per les seleccions espanyoles juvenil i junior va aconseguir dos campionats d'Europa i un subcampionat. 28 vegades internacional amb la selecció espanyola (categories inferiors).